# 双尖苎麻
双尖苎麻（学名：Boehmeria bicuspis）是荨麻科苎麻属的植物，为中国的特有植物。分布在中国大陆的西藏等地，生长于海拔1,650米至2,500米的地区，一般生于山地林下或溪边，目前尚未由人工引种栽培。